# Codici postali della Germania
La Germania ha introdotto i codici postali il 25 luglio 1941, sotto forma di un sistema a due cifre, applicato inizialmente per il servizio pacchi e successivamente per tutte le consegne di posta. Questo sistema fu sostituito nel 1962 nella Germania Ovest da un sistema a quattro cifre; tre anni dopo seguì la Germania Est con il proprio sistema a quattro cifre. Mentre la Repubblica Federale introdusse un sistema avendo cura di lasciar spazio per il sistema postale della Germania dell'Est dopo una possibile riunificazione, ad esempio omettendo tutti i codici che iniziano con "1" (eccetto 1000 per Berlino Ovest) e "9", la Repubblica Democratica Tedesca aveva un sistema che utilizzava tutti i codici da '1' a '9' solo per la Germania Est.
Oggi i codici postali tedeschi sono numerici e dal 1993 sono composti da cinque cifre. Tra il 1990 e il 1993 ai precedenti codici a quattro cifre dell'ex Germania Ovest fu aggiunto il prefisso "W" (per "West", "ovest" in tedesco), e a quelli della Germania Est "O" (per "Ost", "est"). Anche se il sistema occidentale aveva mantenuto liberi alcuni intervalli di numeri, si decise che era giunto il momento di creare un sistema completamente nuovo per gli anni ’90, in cui i paesi e le città più grandi sarebbero stati diviso in più aree di codici postali (il vecchio sistema utilizzava in modo incoerente numeri aggiuntivi dopo i nomi delle città) e alle aziende che ricevevano grandi quantità di posta (come le attività di vendita per corrispondenza) poteva essere assegnato il proprio codice privato. Ciò ha portato a un sistema in cui non è più possibile identificare le dimensioni della città dal numero di zeri finali nel suo codice postale (come 2000 per Amburgo o 8000 per Monaco).
Le caselle postali sono disposte in scaffalature che ne contengono diverse decine. Ogni scaffalatura è identificata da un codice postale individuale.
Il sistema del 1993 prevede zone geografiche di primo (Postleitzonen) e di secondo livello (Postleitregion), ad esempio, 1 indica la Germania nordorientale e 10 è una zona nel centro della città di Berlino.

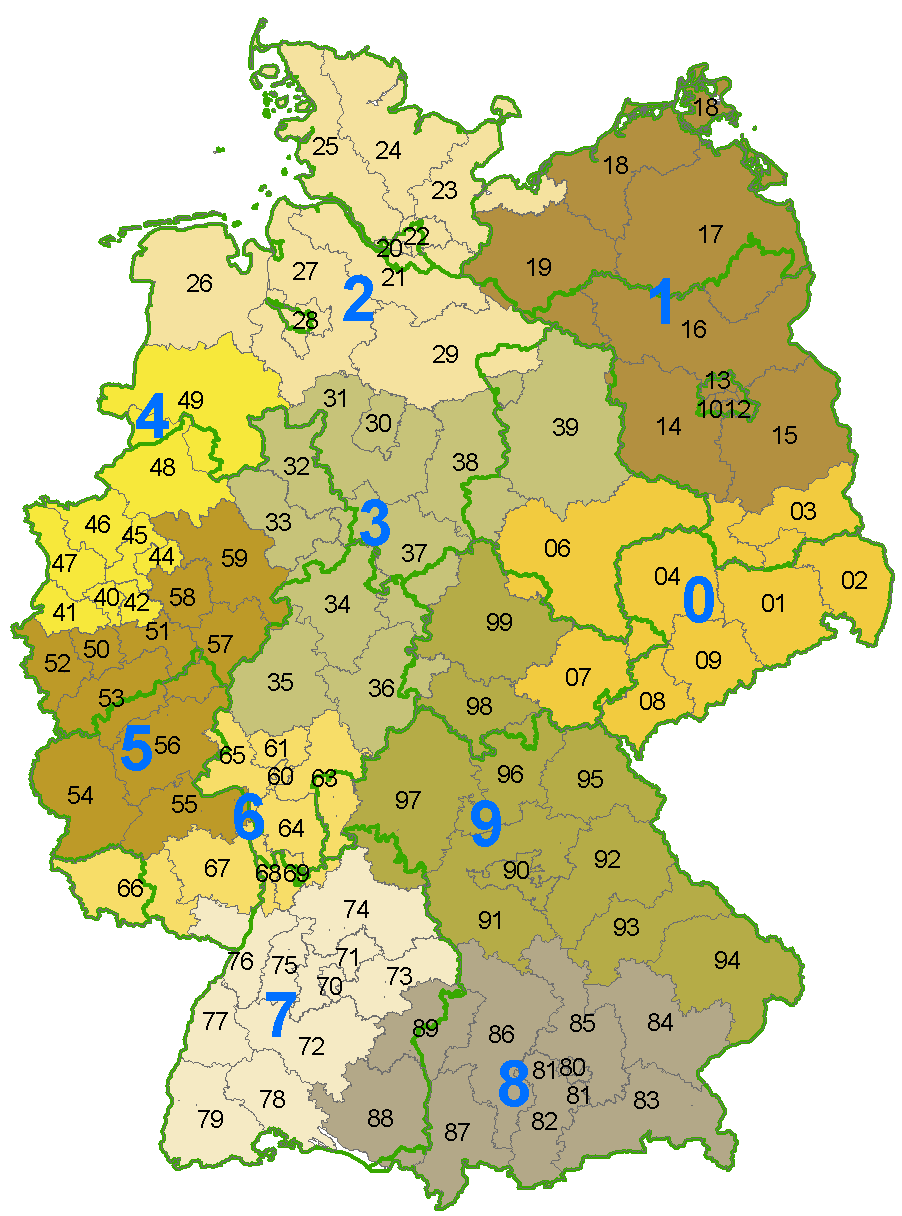
Mappa tedesca dei codici postali tedeschi (prime due cifre). Le linee verdi segnano i confini degli stati, che non sempre corrispondono alle aree dei codici postali.

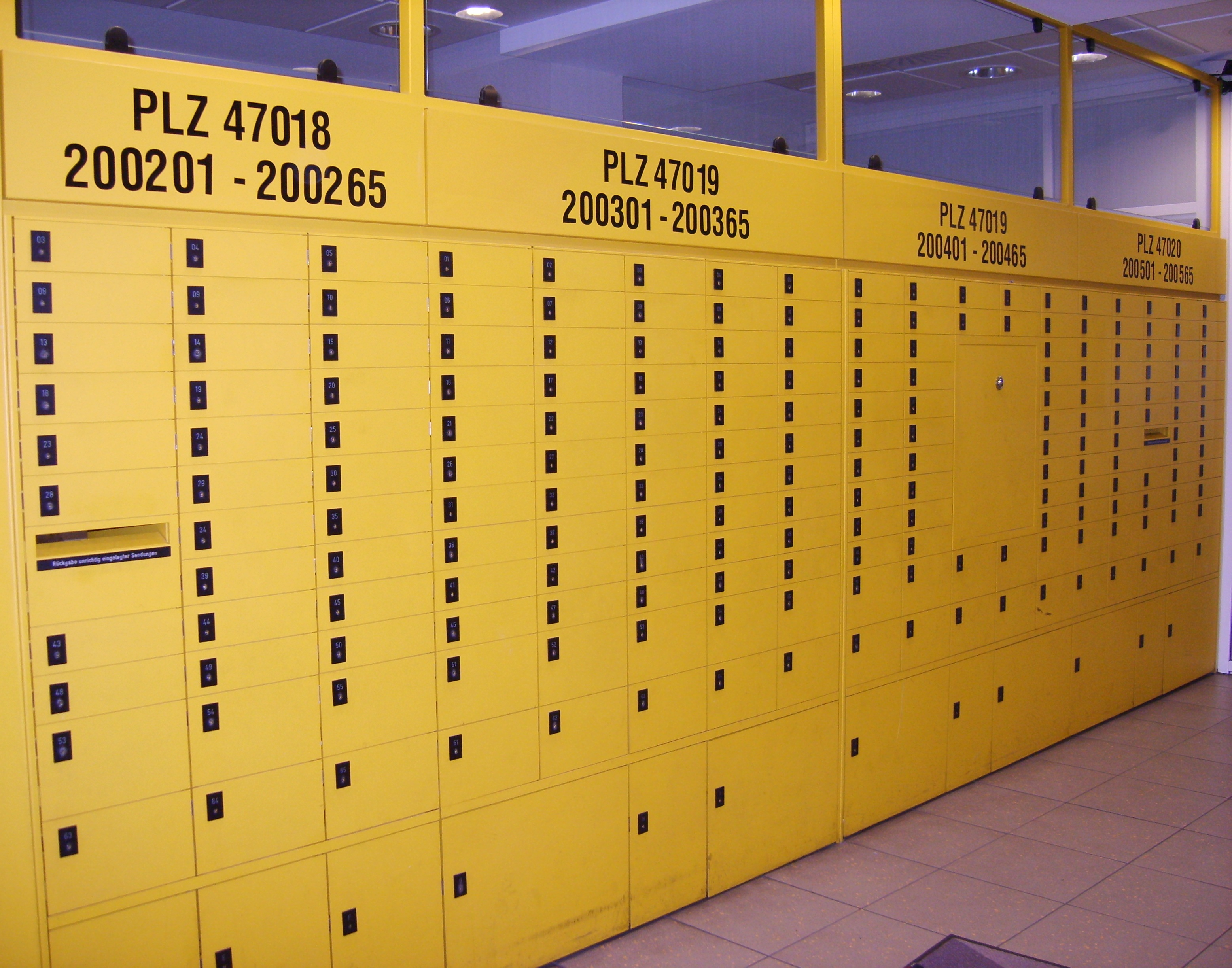
Caselle postali in un ufficio postale tedesco nell'area del codice postale di Duisburg. Il numero in alto è il codice postale (PLZ= Postleitzahl)

Al 31 dicembre 2007, le zone avevano la seguente superficie e popolazione:
| Leitzone | Area (km2) | Popolazione | Länder coperti | Città principali |
| -------- | ---------- | ----------- | --- | --- |
| 0        | 37 187,8   | 6 819 607   | Sassonia, parti meridionali della Sassonia-Anhalt e Brandeburgo, parte orientale della Turingia                                    | Dresda, Lipsia, Halle, Chemnitz, Cottbus, Jena                                                                                      |
| 1        | 47 642,4   | 7 034 541   | Berlino, parti del Brandeburgo e Meclemburgo-Pomerania Anteriore, piccole parti di Bassa Sassonia e Sassonia-Anhalt                | Berlino, Potsdam, Francoforte sull'Oder, Rostock, Schwerin                                                                          |
| 2        | 44 207,4   | 8 691 409   | Amburgo, Schleswig-Holstein, parte settentrionale della Bassa Sassonia, Brema, piccole parti di Meclemburgo-Pomerania Anteriore    | Amburgo, Lubecca, Kiel, Brema, Bremerhaven, Oldenburg                                                                               |
| 3        | 45 488,1   | 9 012 212   | Parte meridionale della Bassa Sassonia, parte orientale della Vestfalia, parte settentrionale di Assia, Turingia e Sassonia-Anhalt | Hannover, Bielefeld, Kassel, Fulda, Gießen, Göttingen, Brunswick, Magdeburgo                                                        |
| 4        | 20 212,3   | 10 331 535  | Parte nordoccidentale della Renania Settentrionale-Vestfalia, parte sudoccidentale della Bassa Sassonia                            | Düsseldorf, Dortmund, Essen, Duisburg, Bochum, Wuppertal, Bielefeld, Münster, Mönchengladbach, Gelsenkirchen, Oberhausen, Osnabrück |
| 5        | 28 834,5   | 9 233 815   | Parte sudoccidentale della Renania Settentrionale-Vestfalia, parte della Renania-Palatinato, piccole parti dell'Assia              | Colonia, Bonn, Aquisgrana, Magonza, Coblenza, Treviri                                                                               |
| 6        | 17 247,9   | 7 540 503   | Perte meridionale dell'Assia, Renania-Palatinato, Saarland, piccole parti di Baviera e Baden-Württemberg                           | Francoforte sul Meno, Wiesbaden, Darmstadt, Saarbrücken, Heidelberg, Mannheim, Aschaffenburg                                        |
| 7        | 27 864,2   | 8 715 898   | Parte del Baden-Württemberg, piccole parti della Renania-Palatinato                                                                | Stoccarda, Tübingen, Freiburg, Costanza, Baden-Baden                                                                                |
| 8        | 36 427,2   | 7 675 001   | Parte meridionale della Baviera, parte sudorientale del Baden-Württemberg                                                          | Monaco di Baviera, Rosenheim, Augusta, Ulm, Ingolstadt                                                                              |
| 9        | 47 803,7   | 7 163 416   | Parte settentrionale della Baviera parte della Turingia, piccole parti del Baden-Württemberg                                       | Norimberga, Würzburg, Erfurt, Weimar, Eisenach, Bamberg, Bayreuth                                                                   |

Ci sono tre Länder (Sassonia, Saarland e Schleswig-Holstein), oltre alle città-stato (Berlino, Brema e Amburgo), che si trovano completamente all'interno di una zona postale, mentre tre Länder (Bassa Sassonia, Sassonia-Anhalt e Baden-Württemberg) coprono quattro zone postali.